# 朱奇湒
临泉荣穆王朱奇湒（1462年—1514年7月24日），明朝临泉悼昭王朱锺鏶嫡次子，母亲是王妃赵氏。

## 生平
成化五年（1469年）十月，朱锺鏶去世。十一月，朱奇湒得赐名。
朱鍾鏶死后，禄米不再发放。但十二月，晋庄王朱锺铉奏称朱鍾鏶宫眷众多，难以自给，请求本年禄米仍然全部支用，获准。
成化六年（1470年）二月，朱奇湒奏请存留朱鍾鏶在位時私自淨身的二人在王府任使，禮部覆奏，明宪宗认为王府教授不予阻止有罪，故且宽恕，命所司将私自淨身者送京师，并命令各王府及兩京公侯駙馬伯爵家凡有淨身人就送京师，不许隐瞒，違者降罪。
成化八年（1472年）四月，宪宗遣怀宁侯孙辅、恭順侯吳鑑、武安侯郑宏、庆云伯周寿、清平伯吴玺、靖远伯王添、安顺伯薛珤、宣城伯卫颍为正使，尚宝司丞李璋、刑科给事中杨理、礼科给事中唐章、工科给事中刘昂、吏科右给事中徐英、吏部郎中倪辅、户部郎中文志贞、兵部郎中姚壁为副使，持节册封朱奇湒袭封临泉王。
成化十四年（1478年）四月，宪宗遣恭順侯吳鑑、寧陽侯陳瑛、鎮遠侯顧溥、西寧侯宋愷、成安伯郭鐄、武進伯朱霖、懷柔伯施鑑、崇信伯費淮、豐潤伯曹振、寧晉伯劉福為正使，尚寶司司丞李璋、戶科給事中童柷、禮科給事中馮義、兵科給事中蕭顯、刑科給事中馬中錫、工科給事中王珩、中書舍人楊泰、戶部郎中裴慧、吏部員外郎閻仲、實署員外郎事主事鄭宏為副使，持節冊封西城兵馬副指揮黃鐸的女兒為臨泉王妃。
正德三年（1508年）五月，赐朱奇湒每年食盐十引。
正德九年（1514年）七月，朱奇湒去世，輟朝一日，按例賜祭葬，谥榮穆。
朱奇湒的庶长子镇国将军朱表柃没有袭封就去世了，朱表柃的庶长子朱知炪袭封临泉王，但未正式受封也去世了。朱知炪没有儿子，临泉国除。

## 家庭

### 子孙
- 庶长子：镇国将军朱表柃
  - 庶长子：臨泉莊靖王朱知炪
  - 子：辅国将军朱知烓
- 庶次子：镇国将军朱表楒，成化十九年（1483年）四月赐名，[11]弘治八年（1495年）四月按制度赐诰命冠服[12]
- 庶三子：镇国将军朱表桴，成化二十二年（1486年）四月赐名，[13]弘治八年（1495年）四月按制度赐诰命冠服[12]
- 庶四子：镇国将军朱表栻，弘治六年（1493年）三月赐名，[14]弘治八年（1495年）四月按制度赐诰命冠服[12]

## 评价
- 《弇山堂别集》卷074：寵祿光大，中情見貌。